# Sluznica
Sluznica je notranja, zaščitna plast nekaterih votlih in cevastih organov. V nasprotju s kožo sluznica nima rožene plasti in dlak.

## Zgradba
Sluznice so zgrajene iz vrhnjice (epitelija) in iz sluznici lastne plasti (lat. lamina propria mucosae).
Vrhnica je lahko enoplastna (npr. črevesna sluznica) ali večplastna (npr. v ustni votlini). V nekaterih organih je epitelij na površini tudi navidezno poroženel. Celice na površini vrhnjice imajo pogosto tudi izrastke: mikroviluse, stereocilije ali migetalke.  
Sluznici lastna plast vsebuje po navadi žleze, ki ohranjajo z izločki sluznico vlažno. Pri nekaterih sluznicah žleze niso prisotne (npr. nožnična sluznica) – v tem primeru ohranjajo sluznico vlažno tekočine, ki jih izloča epitelij. 

## Vloga
Sluznice predstavljajo mejno površino organov, omogočajo transport izločkov v določeno smer s pomočjo aktivnih transportnih mehanizmov in omogočajo resorpcijske in sekrecijske procese. 
V sluznici lastni plasti so po navadi prisotni mezgovni vozli. Sluznice namreč izločajo imunoglobuline, predvsem IgA, in tako omogočajo zaščito pred povzročitelji bolezni.